# پیاله (صورت فلکی)
پیاله معادل عربی:کأس به معنای جام معادل انگلیسی Crt زمان رسیدن به نصف‌النهار :۵ اردیبهشت مساحت:۱۸۴ درجه مربع

## افسانه
پیاله به وسیله کلاغ برای آپولو حمل شد گاهی نیز گفته می‌شود که توسط خدایان المپ نوشیده شد

## اجرام عمقی آسمان
تمامی اجرام بالاتر از قدر ۱۴ هستند